# 琴伍尔夫
琴伍尔夫（796年12月—821年），麥西亞國王。他是7世纪初统治麦西亚的國王皮巴的後代。他繼承於國王埃科格弗里斯，奧法的兒子；埃科格弗里斯只在位5個月，琴伍尔夫在奧法死亡的同年繼承了王位。在琴伍尔夫統治的早期，他面臨著肯特反叛的危機。伊德波第·普雷恩三世從他被流放的法兰克王国回歸並自立為肯特人的国王，而琴伍尔夫不得不在干預之前等待教宗的支持。當教宗良三世同意絕罰伊德波第，琴伍尔夫入侵並重新佔領了肯特；伊德波第被囚禁，刺瞎並被砍去雙手。琴伍尔夫統治的早期對東盎格利亞也有所失去控制，在他的統治期間，國王伊德沃爾德已經開始獨自鑄幣。琴伍尔夫的貨幣在805年重新出現于東盎格利亞，這也意示著琴伍尔夫對東盎格利亞的重新控制。有記錄表明琴伍尔夫曾幾次征伐威爾士，但只在801年征伐了諾森布里亞王國一次，這次戰爭可能是因為琴伍尔夫支持諾森布里亞國王厄德武夫的反對者而發起的.